# Habub

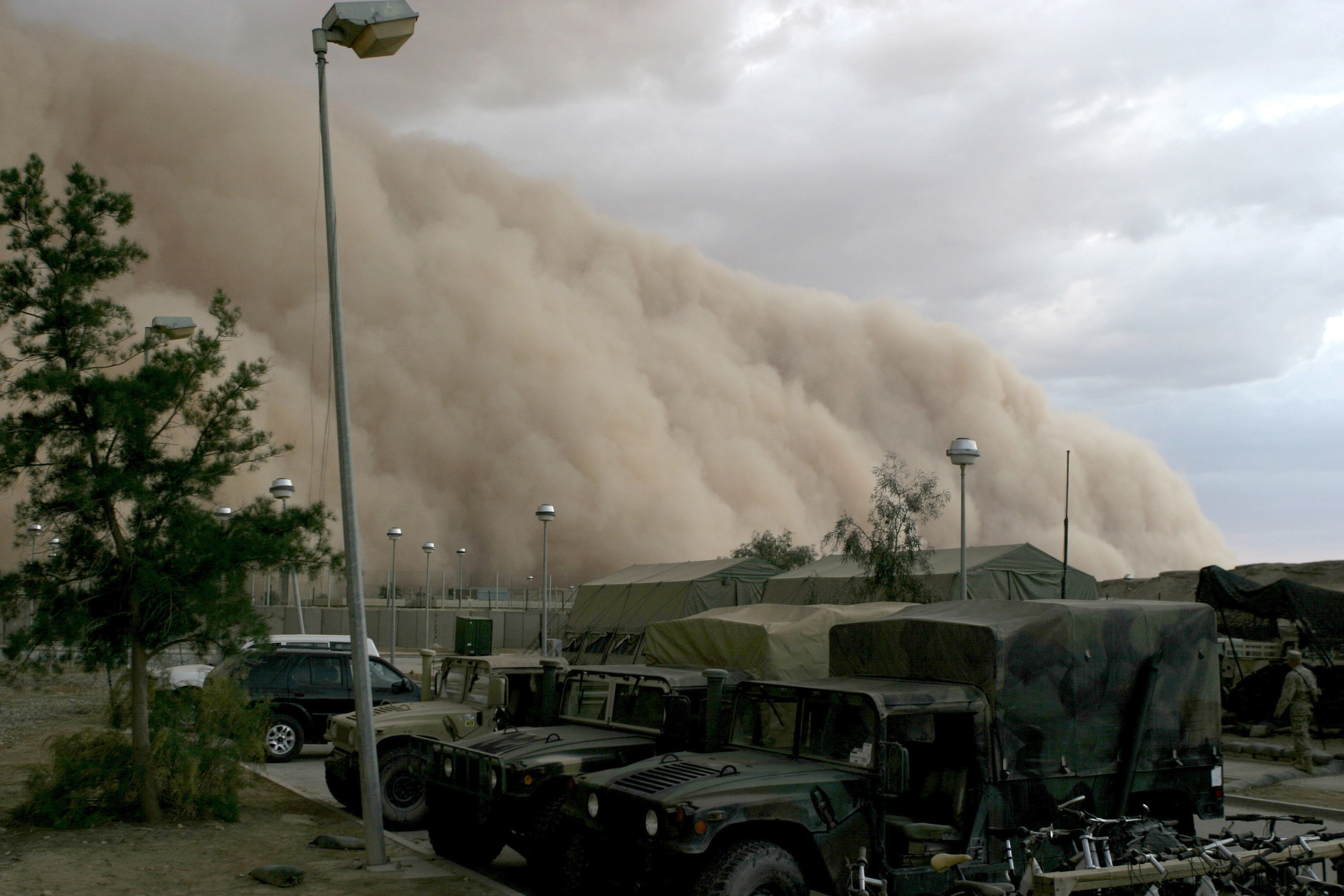
Habub w al-Asad, Irak

Habub, haboob – burza piaskowa związana najczęściej z prądem zstępującym w burzach atmosferycznych. Występuje na obszarach pustyń, m.in. na Półwyspie Arabskim i środkowych stanach USA, np. w Arizonie i Kolorado.